# Bjugn
Bjugn é uma comuna da Noruega, com 381 km² de área e 4 717 habitantes (censo de 2004).         